# Патрульні катери типу «Сентинель»
Sentinel — тип швидкісних патрульних катерів (англ. Fast Response Cutter) створений для потреб берегової охорони США в рамках програми англ. Deepwater.
Катери призначені для протидії незаконній міграції та контрабанді, контролю рибальства, проведення пошуково-рятувальних операцій, забезпечення безпеки портів і водних шляхів сполучення.
Катери «Sentinel» мають замінити застарілі та дещо менші патрульні катери типу «Island».

## Опис
Катер класу «Sentinel» розроблений на базі проєкту «Damen Stan patrol vessel 4708» нідерландської суднобудівної компанії Damen Shipyards.
Початковий контракт вартістю 88 млн доларів на проєктування та будівництво головного корабля серії FRC (Fast Response Cutter) був укладений за результатами тендеру з Bollinger Shipyards у вересні 2008 року.
Угода містила опціони на постачання Береговій охороні додаткових катерів серії.
Станом на 2021 рік Берегова охорона замовила в цілому 64 катери. 40 катерів вже експлуатуються: 12 у Флориді, сім в Пуерто-Рико, чотири в Каліфорнії, по три на Гаваях, в Техасі й Нью-Джерсі й по два на Алясці, в штатах Міссісіпі та Північна Кароліна. Два катери прибули в порт приписки на Гуам у 2020 році та ще один буде поставлений пізніше.

## Катери проєкту
Станом на початок 2022 року Берегова охорона США замовила в цілому 64 катери.
На початку листопада 2021 року Bollinger поставило Береговій охороні США 46-й катер швидкого реагування, «John Scheuerman» (№ 1146). Цей катер є п'ятим із шести катерів швидкого реагування, які будуть доставлені у Бахрейн, і замінить старі 110-футові патрульні катери «Island», побудовані Bollinger Shipyards 30 років тому для підтримки Патрульних сил Південно-Західної Азії (PATFORSWA).

## ТТХ
- Довжина: 46,9 м,
- водотоннажність: близько 350 т,
- швидкість: 28 вузлів,
- дальність плавання: до 2500 морських миль,
- автономність: 5 діб.